# Taussac-la-Billière
Pour les articles homonymes, voir Billière.
Taussac-la-Billière [to.'sak la‿bi.ljɛ.ʁə], en occitan : Tauçac [taw.'sak], est une commune française située dans l'ouest du département de l'Hérault, en région Occitanie.
Exposée à un climat méditerranéen, elle est drainée par la Mare, le Bitoulet, le Rieu Pourquié et par divers autres petits cours d'eau. Incluse dans le parc naturel régional du Haut-Languedoc, la commune possède un patrimoine naturel remarquable composé d'une zone naturelle d'intérêt écologique, faunistique et floristique.
Taussac-la-Billière est une commune rurale qui compte 462 habitants en 2022, après avoir connu une forte hausse de la population depuis 1962. Elle est dans l'unité urbaine de Bédarieux et fait partie de l'aire d'attraction de Bédarieux. Ses habitants sont appelés les Taussacois, les habitantes les Taussacoises.

## Géographie

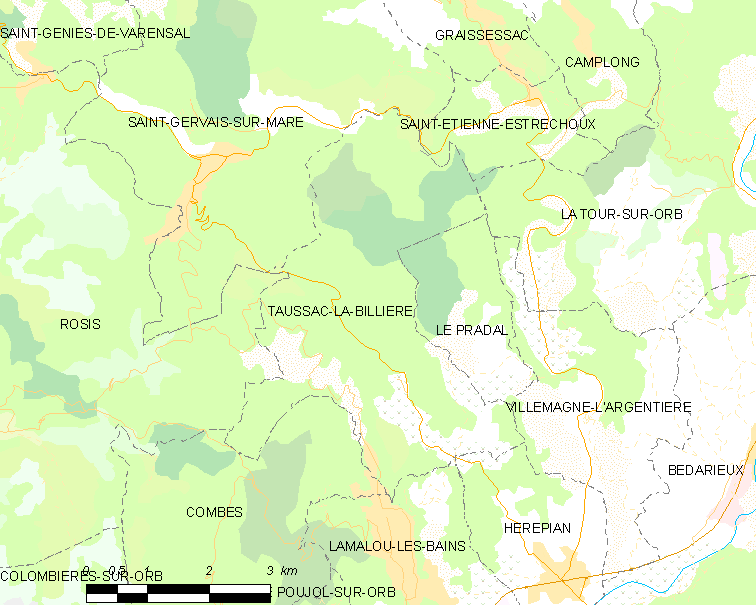
Carte.

### Communes limitrophes
|        | Saint-Gervais-sur-Mare | Saint-Étienne-Estrechoux, La Tour-sur-Orb |
| Rosis  | Taussac-la-Billière    | Le Pradal, Villemagne-l'Argentière        |
| Combes | Lamalou-les-Bains      | Hérépian                                  |

### Lieux-dits
10 hameaux ou lieux-dits :
- Billière (la)
- Bourbouille (la)
- Cambous (les)
- Horte (l')
- Sesquière (la)
- Cros (le)
- Mas de Soulié (le)
- Maurian
- Quintes (les)
- Taussac

Superficie : 1 462 ha dont 908 de bois
Altitude : 199 à 700 m NGF. (source : IGN)
Cours d'eau qui traversent la commune : la Mare ; le Bitoulet.
Commune appartenant au parc naturel régional du Haut-Languedoc

### Géologie
(source : schéma des carrières du département de l'Hérault - arrêté préfectoral du 22 mai 2000)
- Des gisements de barytine sont connus dans les assises carbonatées du Cambrien.
- De nombreux indices de gypse existent dans les formations triasiques (Keuper) et ont localement fait l’objet d’exploitations (Hérépian, Taussac la Billière, Joncels et Creissan).

Ancienne mine de cuivre à l'Horte.

### Terroir
Les vins issus de vendanges récoltées sur le territoire de la commune de Taussac-la-Billière peuvent être vendus sous la dénomination “Vin de pays de la haute vallée de l’Orb” (source : décret modificatif du 14 décembre 2005).
La commune appartient aux aires géographiques pour les AOC :
- « Roquefort » (source : décret du 17 mai 2005 modificatif relatif à l'appellation d'origine contrôlée « Roquefort ») ;
- « Pélardon » (source : décret du 30 mars 2007 modificatif relatif à l'appellation d'origine contrôlée « Pélardon »).

### Climat
Pour des articles plus généraux, voir Climat de l'Occitanie et Climat de l'Hérault.
En 2010, le climat de la commune est de type climat méditerranéen franc, selon une étude s'appuyant sur une série de données couvrant la période 1971-2000. En 2020, Météo-France publie une typologie des climats de la France métropolitaine dans laquelle la commune est exposée à un climat méditerranéen et est dans la région climatique Provence, Languedoc-Roussillon, caractérisée par une pluviométrie faible en été, un très bon ensoleillement (2 600 h/an), un été chaud (21,5 °C), un air très sec en été, sec en toutes saisons, des vents forts (fréquence de 40 à 50 % de vents > 5 m/s) et peu de brouillards.
Pour la période 1971-2000, la température annuelle moyenne est de 13 °C, avec une amplitude thermique annuelle de 15,8 °C. Le cumul annuel moyen de précipitations est de 1 055 mm, avec 7,9 jours de précipitations en janvier et 3,2 jours en juillet. Pour la période 1991-2020, la température moyenne annuelle observée sur la station météorologique la plus proche, située sur la commune des Aires à 5 km à vol d'oiseau, est de 14,0 °C et le cumul annuel moyen de précipitations est de 1 111,8 mm,. Pour l'avenir, les paramètres climatiques de la commune estimés pour 2050 selon différents scénarios d'émission de gaz à effet de serre sont consultables sur un site dédié publié par Météo-France en novembre 2022.

### Milieux naturels et biodiversité

#### Espaces protégés
La protection réglementaire est le mode d’intervention le plus fort pour préserver des espaces naturels remarquables et leur biodiversité associée,.
Un  espace protégé est présent sur la commune : 
le parc naturel régional du Haut-Languedoc, créé en 1973 et d'une superficie de 307 184 ha, qui s'étend sur 118 communes et deux départements. Implanté de part et d’autre de la ligne de partage des eaux entre Océan Atlantique et mer Méditerranée, ce territoire est un véritable balcon dominant les plaines viticoles du Languedoc et les étendues céréalières du Lauragais,.

#### Zones naturelles d'intérêt écologique, faunistique et floristique

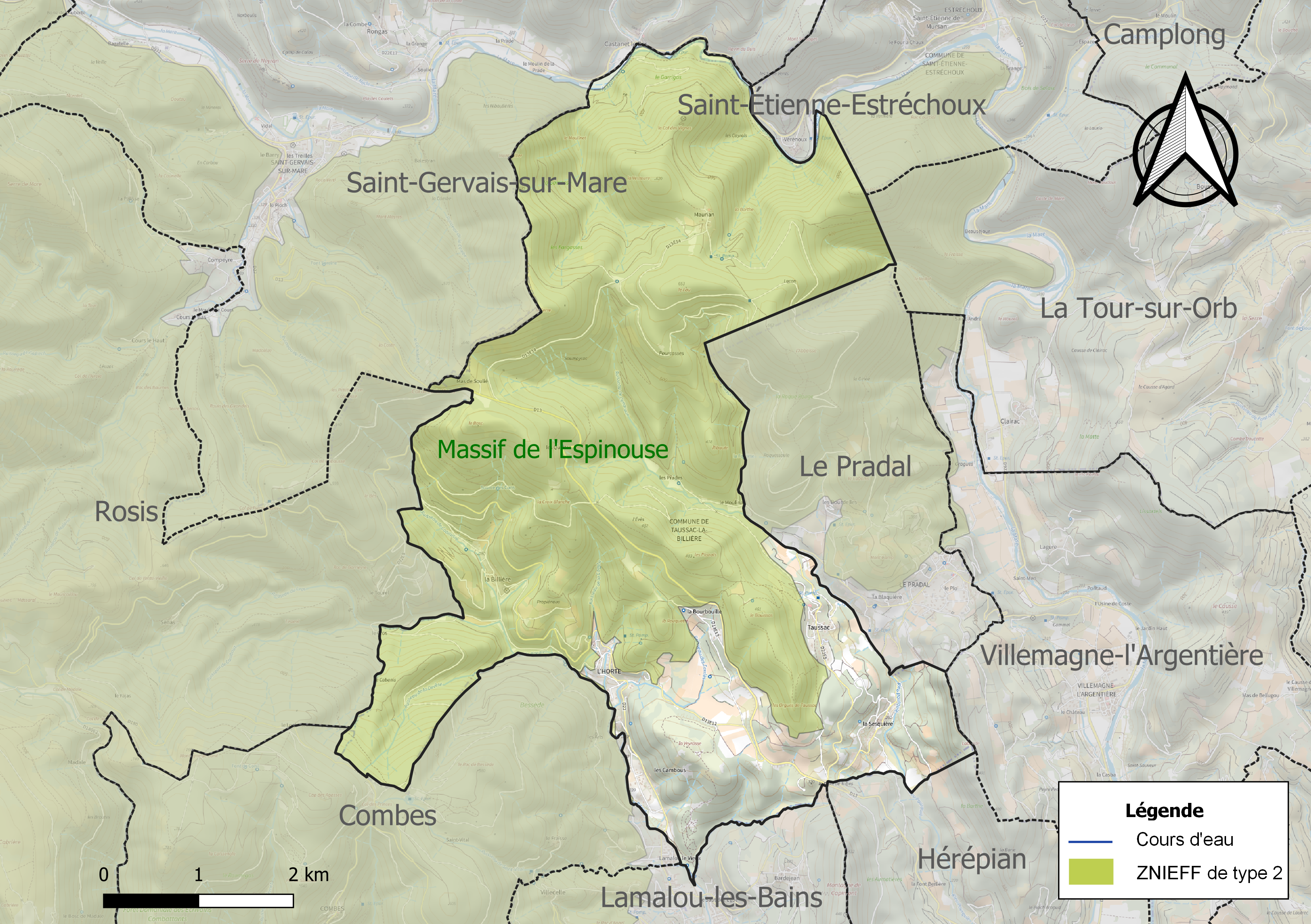
Carte de la ZNIEFF de type 2 localisée sur la commune.

L’inventaire des zones naturelles d'intérêt écologique, faunistique et floristique (ZNIEFF) a pour objectif de réaliser une couverture des zones les plus intéressantes sur le plan écologique, essentiellement dans la perspective d’améliorer la connaissance du patrimoine naturel national et de fournir aux différents décideurs un outil d’aide à la prise en compte de l’environnement dans l’aménagement du territoire.
Une ZNIEFF de type 2 est recensée sur la commune :
le « massif de l'Espinouse » (20 035 ha), couvrant 19 communes du département.

## Urbanisme

### Typologie
Au 1er janvier 2024, Taussac-la-Billière est catégorisée commune rurale à habitat dispersé, selon la nouvelle grille communale de densité à sept niveaux définie par l'Insee en 2022.
Elle appartient à l'unité urbaine de Bédarieux, une agglomération intra-départementale regroupant neuf  communes, dont elle est une commune de la banlieue,,. Par ailleurs la commune fait partie de l'aire d'attraction de Bédarieux, dont elle est une commune de la couronne,. Cette aire, qui regroupe 26 communes, est catégorisée dans les aires de moins de 50 000 habitants,.

### Occupation des sols
L'occupation des sols de la commune, telle qu'elle ressort de la base de données européenne d’occupation biophysique des sols Corine Land Cover (CLC), est marquée par l'importance des forêts et milieux semi-naturels (82,7 % en 2018), une proportion sensiblement équivalente à celle de 1990 (81,9 %). La répartition détaillée en 2018 est la suivante : 
forêts (79 %), zones agricoles hétérogènes (8,7 %), cultures permanentes (8,1 %), espaces ouverts, sans ou avec peu de végétation (1,9 %), milieux à végétation arbustive et/ou herbacée (1,8 %), zones urbanisées (0,6 %). L'évolution de l’occupation des sols de la commune et de ses infrastructures peut être observée sur les différentes représentations cartographiques du territoire : la carte de Cassini (XVIIIe siècle), la carte d'état-major (1820-1866) et les cartes ou photos aériennes de l'IGN pour la période actuelle (1950 à aujourd'hui).

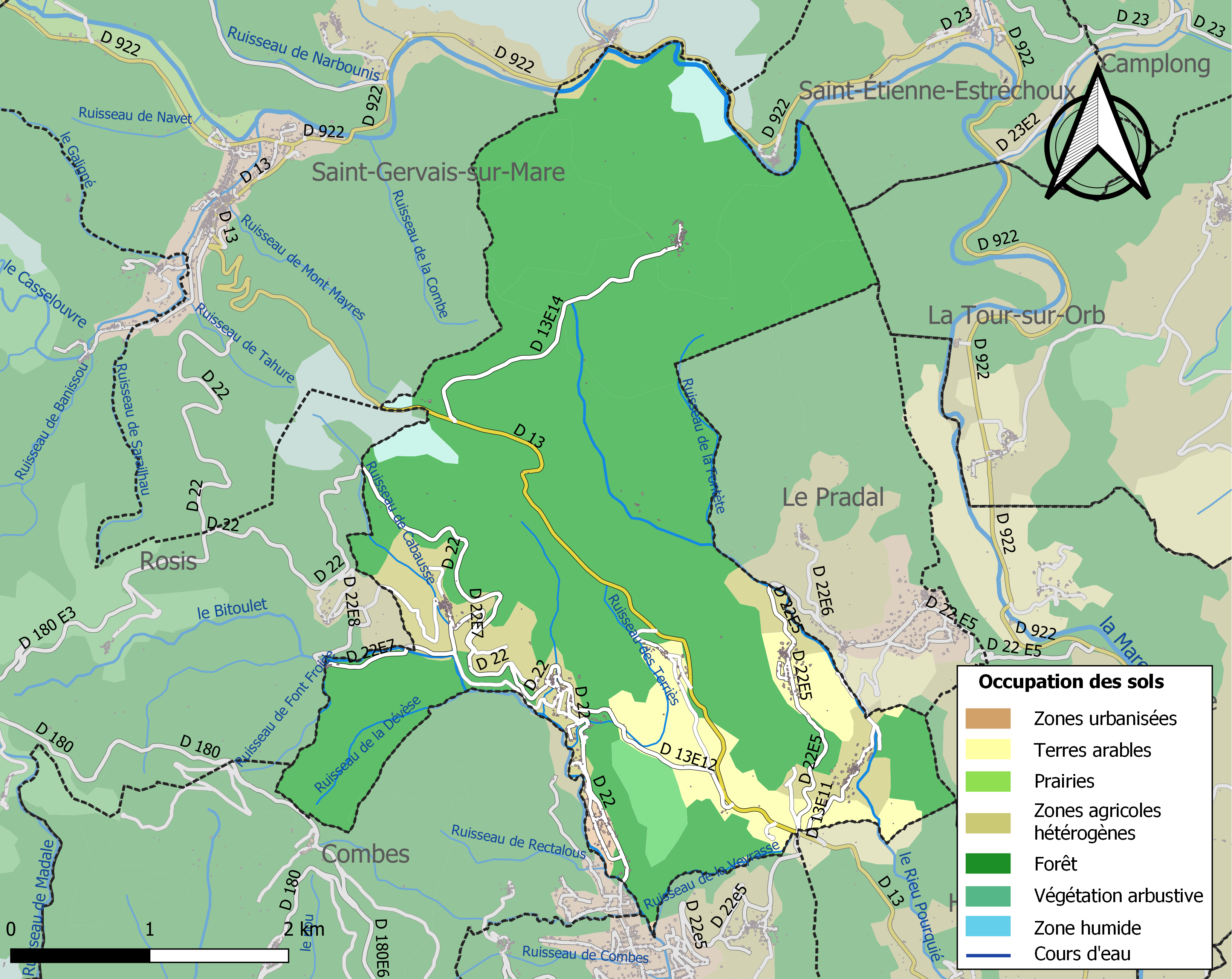
Carte des infrastructures et de l'occupation des sols de la commune en 2018 (CLC).

### Risques majeurs
Le territoire de la commune de Taussac-la-Billière est vulnérable à différents aléas naturels : météorologiques (tempête, orage, neige, grand froid, canicule ou sécheresse), feux de forêts et séisme (sismicité très faible). Il est également exposé à deux risques particuliers : le risque minier et le risque de radon. Un site publié par le BRGM permet d'évaluer simplement et rapidement les risques d'un bien localisé soit par son adresse soit par le numéro de sa parcelle.

#### Risques naturels
Taussac-la-Billière est exposée au risque de feu de forêt. Un plan départemental de protection des forêts contre les incendies (PDPFCI) a été approuvé en juin 2013 et court jusqu'en 2022, où il doit être renouvelé. Les mesures individuelles de prévention contre les incendies sont précisées par deux arrêtés préfectoraux et s’appliquent dans les zones exposées aux incendies de forêt et à moins de 200 mètres de celles-ci. L’arrêté du 25 avril 2002 réglemente l'emploi du feu en interdisant notamment d’apporter du feu, de fumer et de jeter des mégots de cigarette dans les espaces sensibles et sur les voies qui les traversent sous peine de sanctions. L'arrêté du 11 mars 2013 rend le débroussaillement obligatoire, incombant au propriétaire ou ayant droit,.

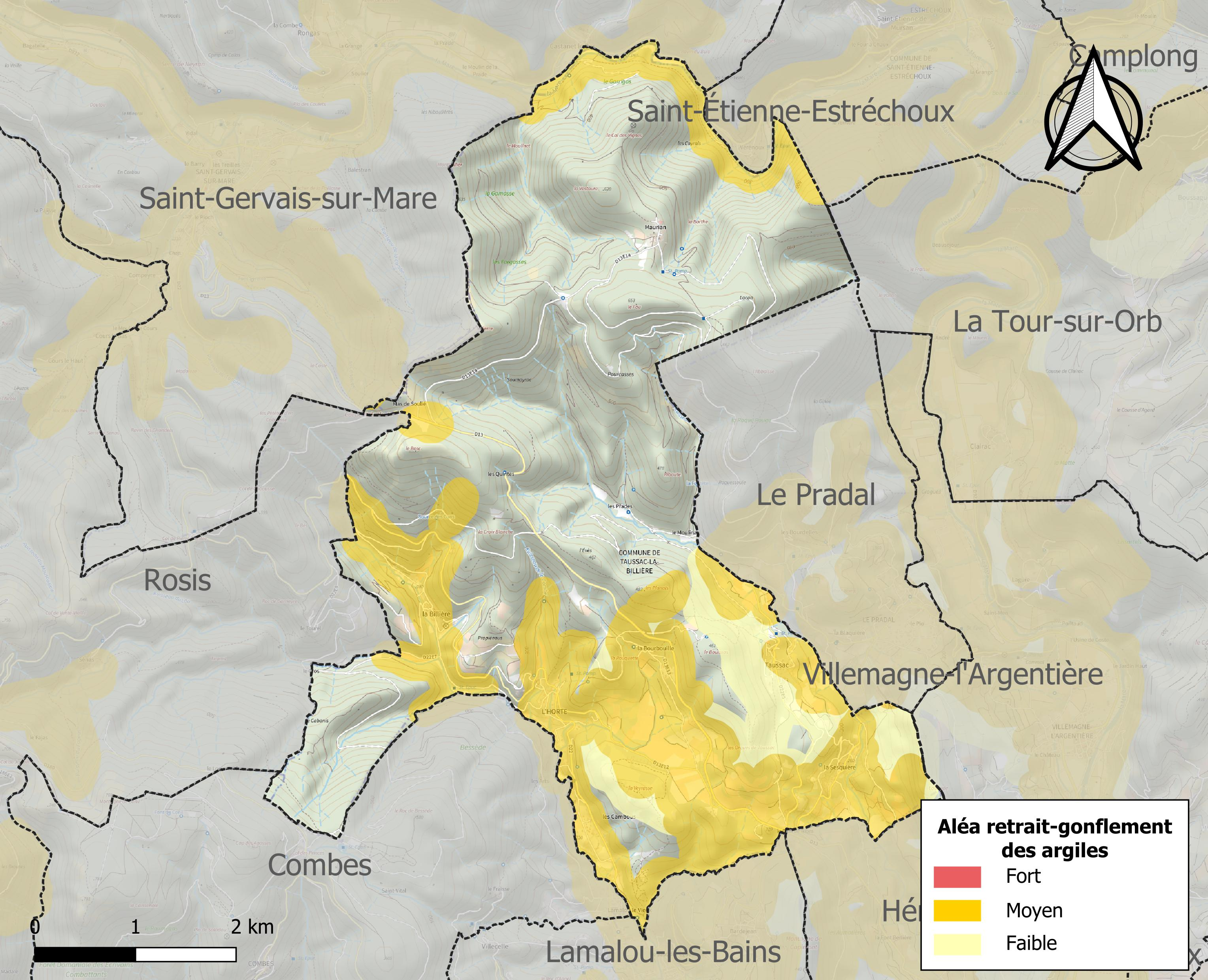
Carte des zones d'aléa retrait-gonflement des sols argileux de Taussac-la-Billière.

Le retrait-gonflement des sols argileux est susceptible d'engendrer des dommages importants aux bâtiments en cas d’alternance de périodes de sécheresse et de pluie. 32,9 % de la superficie communale est en aléa moyen ou fort (59,3 % au niveau départemental et 48,5 % au niveau national). Sur les 298 bâtiments dénombrés sur la commune en 2019, 231 sont en aléa moyen ou fort, soit 78 %, à comparer aux 85 % au niveau départemental et 54 % au niveau national. Une cartographie de l'exposition du territoire national au retrait gonflement des sols argileux est disponible sur le site du BRGM,.
Par ailleurs, afin de mieux appréhender le risque d’affaissement de terrain, l'inventaire national des cavités souterraines permet de localiser celles situées sur la commune.
La commune a été reconnue en état de catastrophe naturelle au titre des dommages causés par les inondations et coulées de boue survenues en 1982, 1986, 1988, 1992, 1995, 1996 et 2014. 

#### Risque particulier
L’étude Scanning de Géodéris réalisée en 2008 a établi pour le département de l’Hérault une identification rapide des zones de risques miniers liés à l’instabilité des terrains.  Elle a été complétée en 2015 par une étude approfondie sur les anciennes exploitations minières du bassin houiller de Graissessac et du district polymétallique de Villecelle. La commune est ainsi concernée par le risque minier, principalement lié à l’évolution des cavités souterraines laissées à l’abandon et sans entretien après l’exploitation des mines.
Dans plusieurs parties du territoire national, le radon, accumulé dans certains logements ou autres locaux, peut constituer une source significative d’exposition de la population aux rayonnements ionisants. Certaines communes du département sont concernées par le risque radon à un niveau plus ou moins élevé. Selon la classification de 2018, la commune de Taussac-la-Billière est classée en zone 2, à savoir zone à potentiel radon faible mais sur lesquelles des facteurs géologiques particuliers peuvent faciliter le transfert du radon vers les bâtiments.

## Toponymie
La première partie du nom de la commune a été connue sous les variantes : apud Taussacum (1199), villa de Taucico (1233), Taussac (1643), etc.
Le nom dérive d'un domaine gallo-romain, gentilice latin Talicius + suffixe -acum.
Le nom de la Billière a été connu sous les variantes : la Biliere (1670), l'aviliere (1739), etc.
L'étymologie de la Billière est douteuse. Il peut s'agir d'un dérivé du nom gaulois *billo = arbre sacré, ou de *Billo = nom d'homme.

## Histoire
Villa Taussina citée en 936.
Mines romaines à La Bourbouille.

Plan par masse de culture (an XIII).

Avant 1650, Taussac dépendait sur le plan religieux de Saint-Martin le Vieux, église aujourd'hui disparue, située sur le territoire de Villemagne-l'Argentière. Notre-Dame de Douch sur le territoire de la communauté de Taussac appartenait au diocèse de Béziers et servait de paroisse à une partie des habitants de Rosis (anciennement Saint-Gervais-Terre-Foraine). La communauté du Pradal dépendait de Taussac. L'église Notre-Dame de Maurian appartenait à l'abbaye de Villemagne et faisait partie du diocèse de Castres.
À la Révolution, a été créée la commune de Taussac-et-Douch.
En 1829, Douch et quelques hameaux comme Madale, Héric, etc  ont été détachés de la commune de Taussac-la-Billière et rattachés à celle de Rosis. La commune s'est alors appelée: Taussac.
Ce nom est devenu Taussac-la-Billière par décret du 23 juillet 1919.
Aujourd'hui sur le plan religieux, la commune fait partie du Diocèse de Montpellier et appartient à la Paroisse "Notre Dame des Lumières" (Bédarieux, Lamalou-les-Bains, Le Bousquet-d'Orb). Elle possède aussi depuis 1983 d'un oratoire œcuménique "Saint Jean de la Paix de Dieu" dédié à la paix dans le monde qui se situe au-dessus du village de l'Horte.

## Politique et administration
| Période   | Période  | Identité           | Étiquette | Qualité                                 |
| --------- | -------- | ------------------ | --------- | --------------------------------------- |
| 1792      | 1800     | Jean Thomas        |           |                                         |
| 1800      | 1818     | Thomas Thomas      |           |                                         |
| 1818      | 1830     | Joseph Thomas      |           |                                         |
| 1830      | 1833     | Louis Merle        |           |                                         |
| 1833      | 1837     | Jacques Mas        |           |                                         |
| 1837      | 1865     | André Mas          |           |                                         |
| 1865      | 1870     | Louis Gros         |           |                                         |
| 1870      | 1884     | Firmin Bonnefi     |           |                                         |
| 1884      | 1890     | Martin Libes       |           |                                         |
| 1890      | 1919     | Joseph Achille Mas |           |                                         |
| 1919      | 1925     | Jacques Combes     |           |                                         |
| 1925      | 1929     | Emmanuel Loubet    |           |                                         |
| 1929      | 1947     | Joseph Salles      |           | Président du Comité Local de Libération |
| 1947      | 1960     | Fernand Poujol     |           |                                         |
| 1960      | 1965     | Pierre Mas         |           |                                         |
| 1965      | 1966     | Louis Mèche        |           |                                         |
| 1966      | 2001     | Pierre Mas         |           |                                         |
| 2001      | 2020     | Yves Poujol        | SE        | Agriculteur retraité                    |
| mars 2020 | En cours | Bernard Vinches    |           |                                         |

Taussac-la-Billière appartient aux zones de revitalisation rurale (ZRR). À noter la réduction d'impôt au titre des investissements locatifs réalisés dans les résidences de tourisme classées situées dans ces ZRR (source : bulletin officiel des impôts du 15 février 2002).

## Démographie
L'évolution du nombre d'habitants est connue à travers les recensements de la population effectués dans la commune depuis 1793. Pour les communes de moins de 10 000 habitants, une enquête de recensement portant sur toute la population est réalisée tous les cinq ans, les populations de référence des années intermédiaires étant quant à elles estimées par interpolation ou extrapolation. Pour la commune, le premier recensement exhaustif entrant dans le cadre du nouveau dispositif a été réalisé en 2004.

En 2022, la commune comptait 462 habitants, en évolution de +5 % par rapport à 2016 (Hérault : +7,49 %, France hors Mayotte : +2,11 %).
| 1793 | 1800 | 1806 | 1821 | 1831 | 1836 | 1841 | 1846 | 1851 |
| ---- | ---- | ---- | ---- | ---- | ---- | ---- | ---- | ---- |
| 510  | 550  | 698  | 700  | 502  | 484  | 485  | 469  | 450  |

| 1856 | 1861 | 1866 | 1872 | 1876 | 1881 | 1886 | 1891 | 1896 |
| ---- | ---- | ---- | ---- | ---- | ---- | ---- | ---- | ---- |
| 410  | 398  | 419  | 402  | 376  | 377  | 363  | 334  | 354  |

| 1901 | 1906 | 1911 | 1921 | 1926 | 1931 | 1936 | 1946 | 1954 |
| ---- | ---- | ---- | ---- | ---- | ---- | ---- | ---- | ---- |
| 345  | 335  | 331  | 294  | 277  | 315  | 263  | 229  | 209  |

| 1962 | 1968 | 1975 | 1982 | 1990 | 1999 | 2004 | 2006 | 2009 |
| ---- | ---- | ---- | ---- | ---- | ---- | ---- | ---- | ---- |
| 207  | 219  | 213  | 259  | 330  | 352  | 390  | 407  | 453  |

| 2014 | 2019 | 2022 | - | - | - | - | - | - |
| ---- | ---- | ---- | - | - | - | - | - | - |
| 443  | 457  | 462  | - | - | - | - | - | - |

Sources : Insee, Enquête annuelle de recensement 2004
RP99 - Exploitations principales

## Économie

### Revenus
En 2018, la commune compte 208 ménages fiscaux, regroupant 446 personnes. La médiane du revenu disponible par unité de consommation est de 20 320 € (20 330 € dans le département).

### Emploi
|                | 2008   | 2013   | 2018 |
| -------------- | ------ | ------ | ---- |
| Commune        | 6,9 %  | 6,8 %  | 12 % |
| Département    | 10,1 % | 11,9 % | 12 % |
| France entière | 8,3 %  | 10 %   | 10 % |

En 2018, la population âgée de 15 à 64 ans s'élève à 271 personnes, parmi lesquelles on compte 78,9 % d'actifs (66,9 % ayant un emploi et 12 % de chômeurs) et 21,1 % d'inactifs,. En  2018, le taux de chômage communal (au sens du recensement) des 15-64 ans est supérieur à celui du département et de la France, alors qu'en 2008 la situation était inverse.
La commune fait partie de la couronne de l'aire d'attraction de Bédarieux, du fait qu'au moins 15 % des actifs travaillent dans le pôle,. Elle compte 22 emplois en 2018, contre 39 en 2013 et 31 en 2008. Le nombre d'actifs ayant un emploi résidant dans la commune est de 183, soit un indicateur de concentration d'emploi de 11,9 % et un taux d'activité parmi les 15 ans ou plus de 55,5 %.
Sur ces 183 actifs de 15 ans ou plus ayant un emploi, 21 travaillent dans la commune, soit 11 % des habitants. Pour se rendre au travail, 94,6 % des habitants utilisent un véhicule personnel ou de fonction à quatre roues, 1,1 % les transports en commun, 2,7 % s'y rendent en deux-roues, à vélo ou à pied et 1,6 % n'ont pas besoin de transport (travail au domicile).

### Activités hors agriculture
32 établissements sont implantés  à Taussac-la-Billière au 31 décembre 2019. Le tableau ci-dessous en détaille le nombre par secteur d'activité et compare les ratios avec ceux du département,.
| Secteur d'activité                                                                                        | Commune | Commune | Département |
| Secteur d'activité                                                                                        | Nombre  | %       | %           |
| --- | ------- | ------- | ----------- |
| Ensemble                                                                                                  | 32      |         |             |
| Industrie manufacturière, industries extractives et autres                                                | 5       | 15,6 %  | (6,7 %)     |
| Construction                                                                                              | 11      | 34,4 %  | (14,1 %)    |
| Commerce de gros et de détail, transports, hébergement et restauration                                    | 7       | 21,9 %  | (28 %)      |
| Activités financières et d'assurance                                                                      | 1       | 3,1 %   | (3,2 %)     |
| Activités immobilières                                                                                    | 2       | 6,3 %   | (5,3 %)     |
| Activités spécialisées, scientifiques et techniques et activités de services administratifs et de soutien | 1       | 3,1 %   | (17,1 %)    |
| Administration publique, enseignement, santé humaine et action sociale                                    | 1       | 3,1 %   | (14,2 %)    |
| Autres activités de services                                                                              | 4       | 12,5 %  | (8,1 %)     |

Le secteur de la construction est prépondérant sur la commune puisqu'il représente 34,4 % du nombre total d'établissements de la commune (11 sur les 32 entreprises implantées  à Taussac-la-Billière), contre 14,1 % au niveau départemental.

### Agriculture
La commune est dans le « Soubergues », une petite région agricole occupant le nord-est du département de l'Hérault. En 2020, l'orientation technico-économique de l'agriculture  sur la commune est la culture de fruits ou d'autres cultures permanentes.
|               | 1988 | 2000 | 2010 | 2020 |
| ------------- | ---- | ---- | ---- | ---- |
| Exploitations | 29   | 28   | 20   | 12   |
| SAU (ha)      | 126  | 103  | 121  | 36   |

Le nombre d'exploitations agricoles en activité et ayant leur siège dans la commune est passé de 29 lors du recensement agricole de 1988  à 28 en 2000 puis à 20 en 2010 et enfin à 12 en 2020, soit une baisse de 59 % en 32 ans. Le même mouvement est observé à l'échelle du département qui a perdu pendant cette période 67 % de ses exploitations,. La surface agricole utilisée sur la commune a également diminué, passant de 126 ha en 1988 à 36 ha en 2020. Parallèlement la surface agricole utilisée moyenne par exploitation a baissé, passant de 4 à 3 ha.

## Culture locale et patrimoine

### Lieux et monuments
- Aven de la Bourbouille (mine romaine de plomb argentifère).
- Retenue d'eau de la Biconque.

#### Monuments religieux
- Église de l'Immaculée-Conception de la Billière
- Église Notre-Dame-de-la-Salette de Lhorte, restaurée en 1880.
- Église Notre-Dame-en-son-Assomption de Taussac
- Église Notre-Dame de Maurian. (citée en 1164, ancienne église paroissiale appartenant au diocèse de Castres), difficile à dater ; chasuble 18e.
- Église Sainte-Germaine dans le hameau de la Billière : Vierge en bois doré 17e, chasuble 17e, canopée 17e.
- Église Notre-Dame-de-Pitié de Taussac, (reconstruite en 1690) : calice de M. Salles, curé de Taussac 1750-1791. (source : ministère de la culture)
- Chapelle œcuménique Saint-Jean-de-la-Paix-de-Dieu : construction août 1983. (source : ministère de la culture)

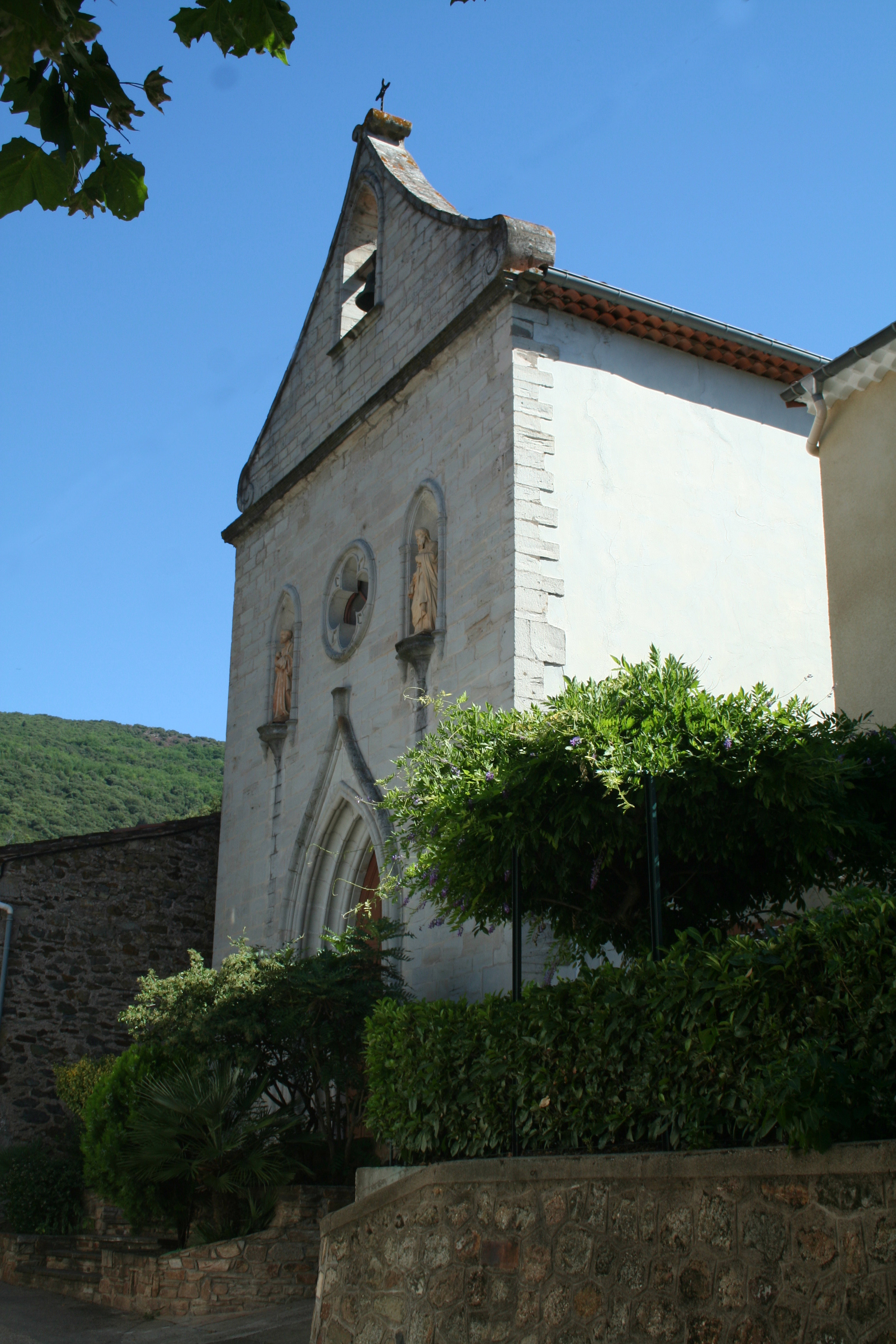
Église de l'Immaculée-Conception de la Billière
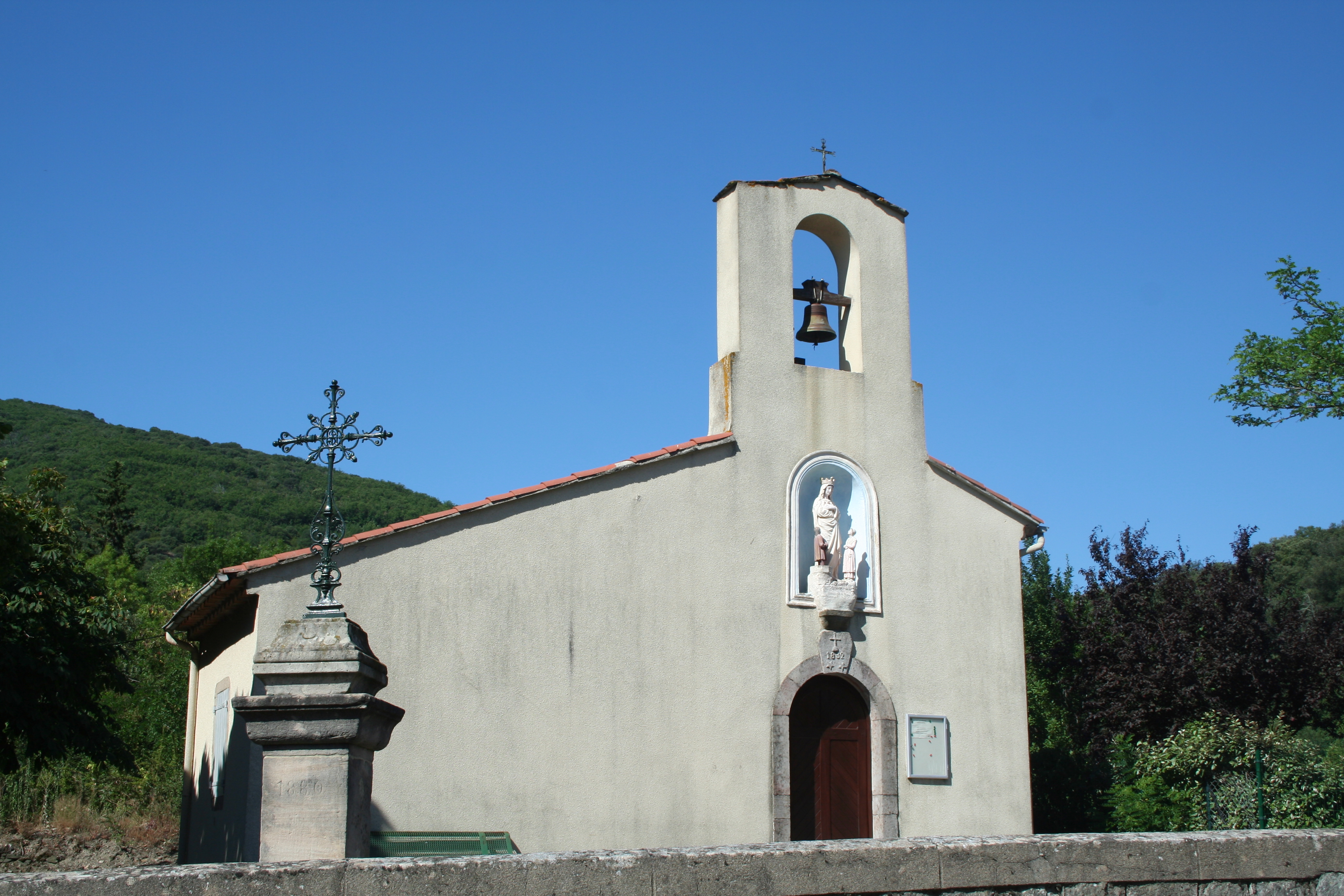
Église Notre-Dame-de-la-Salette de Lhorte
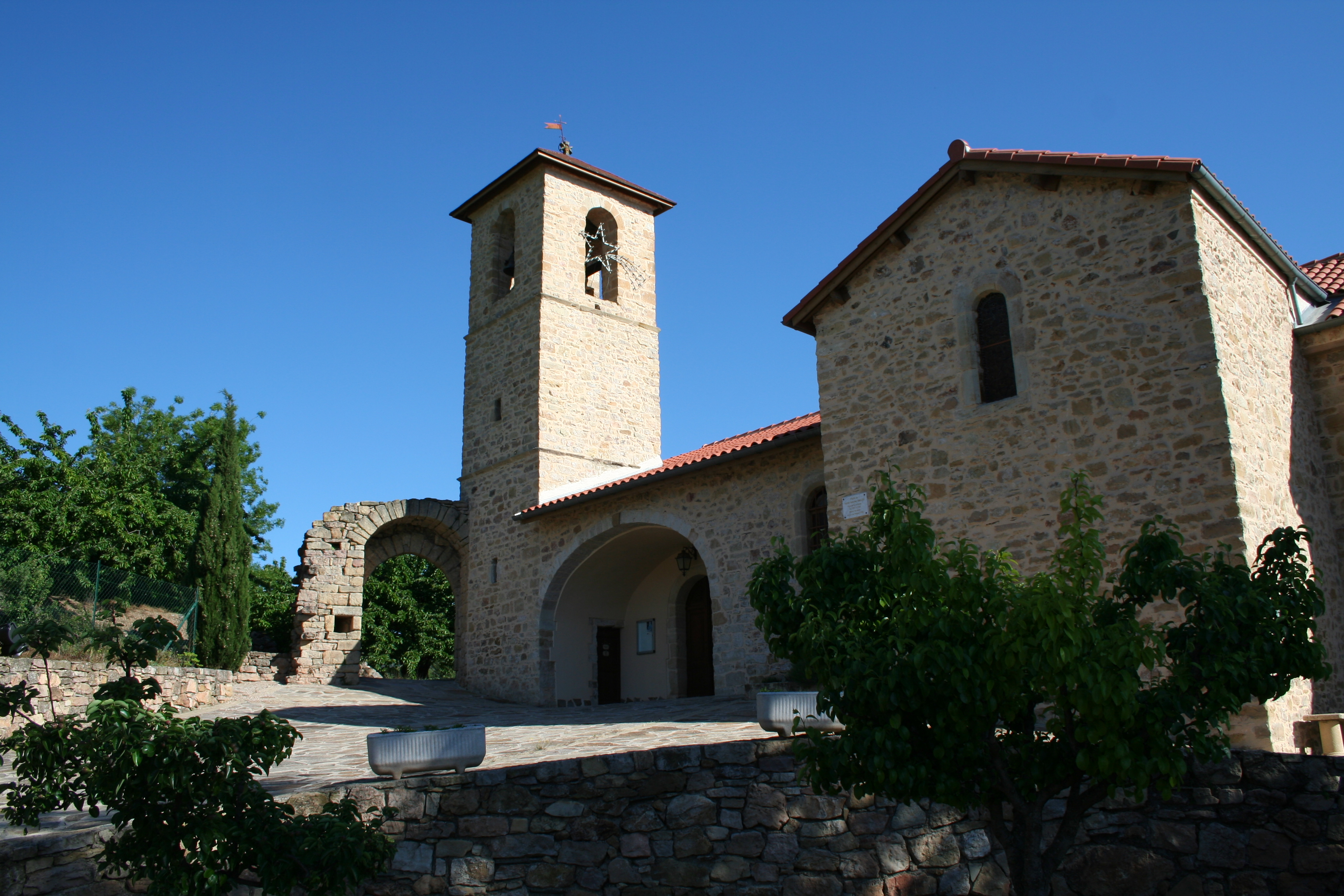
Église Notre-Dame-en-son-Assomption de Taussac
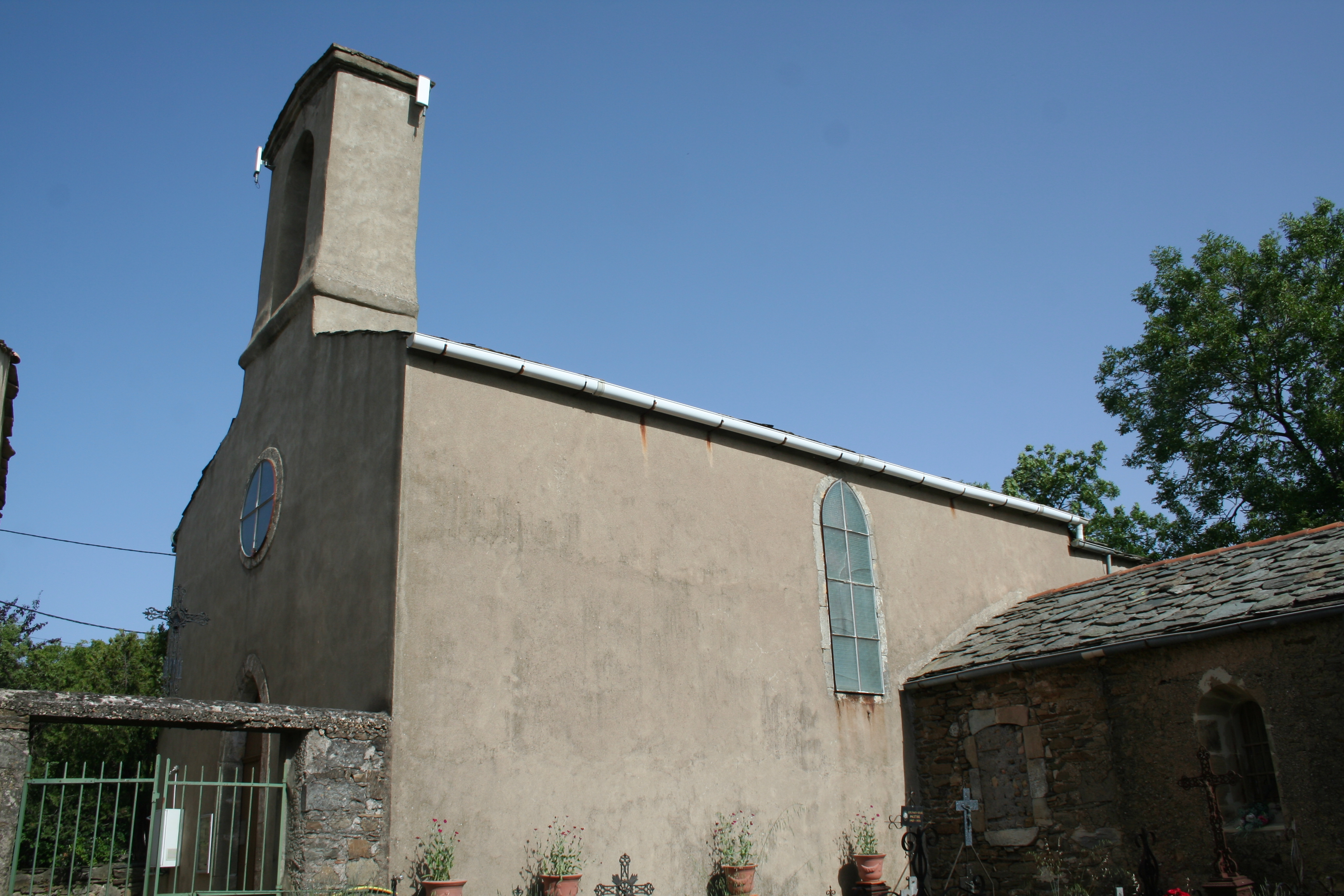
Église Notre-Dame de Maurian

#### Sites naturels
- Points de vue du Col des très vents et de la D22.
- Orgues de Taussac : piliers verticaux de rocher calcaire.
- Rives de la Mare.

### Héraldique
|  | Les armoiries de Taussac-la-Billière se blasonnent ainsi : De gueules, au pairle losangé d'argent et de sable. |

### Personnalités liées à la commune

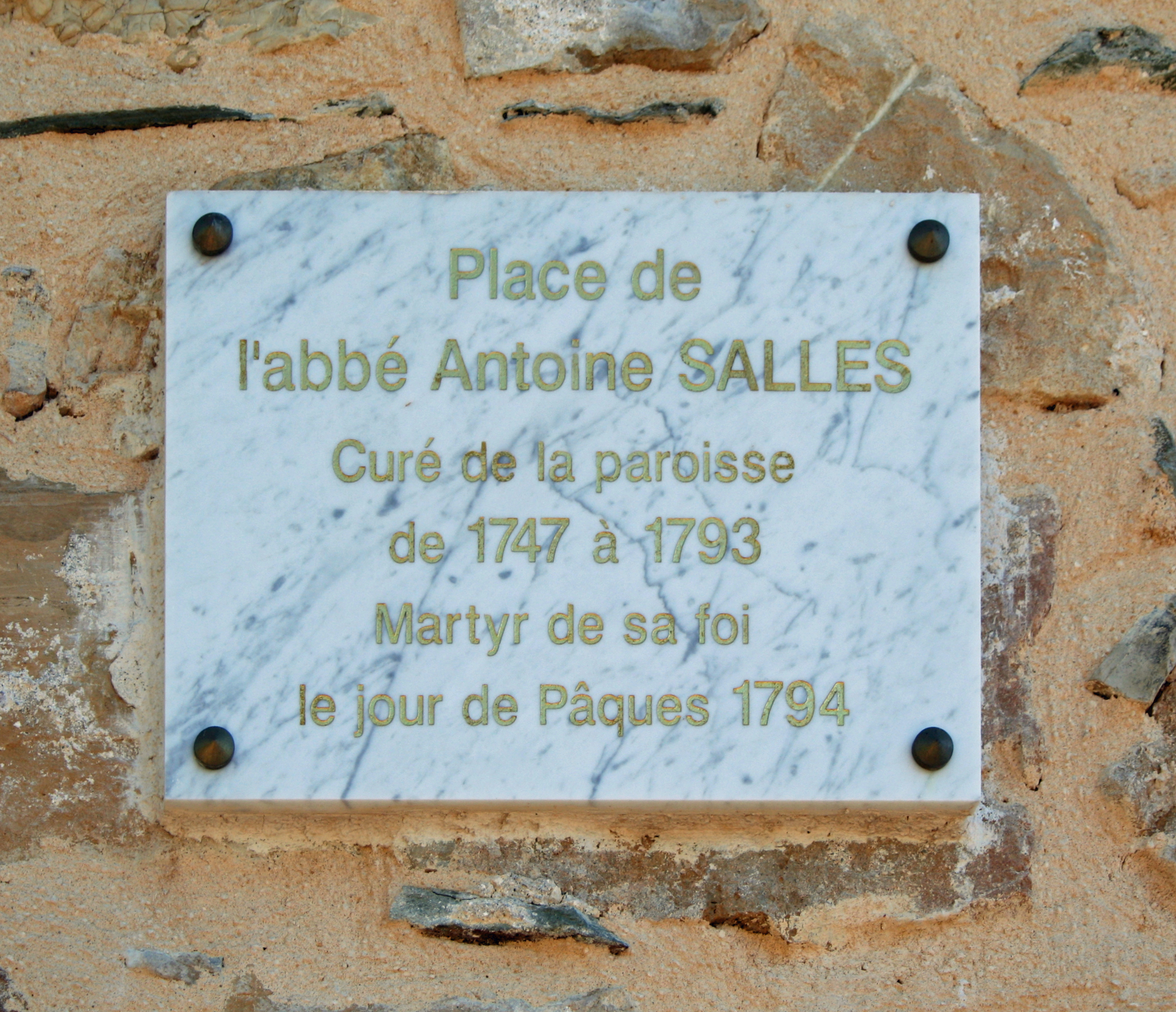
Plaque commémorant l'abbé Antoine Salles.

- l'abbé Antoine Salles, curé du village entre 1747 et 1793, victime de la Révolution française en 1794.